# Burince (Podujevo)
Pour les articles homonymes, voir Burince.
Burincë en albanais et Burince en serbe latin (en serbe cyrillique : Буринце) est une localité du Kosovo située dans la commune/municipalité de Podujevë/Podujevo, district de Pristina (Kosovo) ou district de Kosovo (Serbie). Selon le recensement kosovar de 2011, elle compte 246 habitants, tous albanais.

## Démographie

### Évolution historique de la population dans la localité
| 1948 | 1953 | 1961 | 1971 | 1981 | 1991 | 2011 |
| ---- | ---- | ---- | ---- | ---- | ---- | ---- |
| 234  | 264  | 272  | 294  | 307  | 299  | 246  |

|  |